# Artur Zahorulko
Artur Jurijowycz Zahorulko, ukr. Артур Юрійович Загорулько (ur. 13 lutego 1993 w Odessie) – ukraiński piłkarz, grający na pozycji pomocnika oraz napastnika.

## Kariera piłkarska

### Kariera klubowa
Wychowanek klubów Czornomoreć Odessa i Szachtar Donieck, barwy których bronił w juniorskich mistrzostwach Ukrainy (DJuFL). 9 kwietnia 2011 rozpoczął karierę piłkarską w trzeciej drużynie Szachtara. 6 lipca 2015 został wypożyczony do końca roku do Zorii Ługańsk. 23 lutego 2016 zasilił skład Illicziwca Mariupol. 5 sierpnia 2016 znów został wypożyczony, tym razem do Worskły Połtawa. 7 stycznia 2018 opuścił połtawski klub. 4 lipca 2018 podpisał dwuletni kontrakt z Olimpikiem Donieck, jednak wkrótce, 31 sierpnia 2018 został piłkarzem Ruchu Winniki.